# Багармоссен (станція метро)
59°16′34″ пн. ш. 18°07′53″ сх. д. / 59.276111111111° пн. ш. 18.131388888889° сх. д.
«Багармоссен» (швед. Bagarmossen) — станція Зеленої лінії Стокгольмського метрополітену, обслуговується потягами маршруту Т17.
Наземна станція була відкрита 18 листопада 1958 року як південна кінцева точка розширення від Гаммарбюгейден. 
15 серпня 1994 року лінія була продовжена до Скарпнека . 

Нинішня станція була відкрита 15 серпня 1994 року, коли продовження до Скарпнека було введено в експлуатацію, а Багармоссен більше не був кінцевою станцією. Стара наземна станція з такою ж назвою використовувалася 18 листопада 1958 — 8 липня 1994.

Після цього наземну станцію закрили.  
Відстань від станції Слюссен 6,6 км.
Пасажирообіг станції в будень — 6,650 осіб (2019)

Розташування: у мікрорайоні Багармоссен Седерорт, Стокгольм
Конструкція: односклепінна станція глибокого закладення тбіліського типу (глибина закладення — 19 м) з однією прямою острівною платформою.

## Операції
| Попередня станція   | Лінія | Лінія     | Лінія | Наступна станція |
| ------------------- | ----- | --------- | ----- | ---------------- |
| Щеррторп до Окесгов |       | Лінія T17 |       | Скарпнек Кінцева |